# Hraniční přechod Horgoš–Röszke
Hraniční přechod Horgoš–Röszke (maďarsky Röszke-Horgos határátkelőhely, srbsky Гранични прелаз Хоргош-Реске/Granični prelaz Horgoš-Reske) je dálniční hraniční přechod mezi Maďarskem a Srbskem, hlavní co do počtu odbavených vozidel. Jedná se o klíčovou spojnici mezi oběma zeměmi. Pro Srbsko pak představuje spolu s hraničním přechodem Bajakovo–Batrovci bránu do Evropské unie.
Z hraničního přechodu pokračuje severním směrem dálnice M5 směrem do Szegedu, Kiskunfélegyházy a Budapešti a na jih po srbském území vede dálnice sěmrem do Subotice, Nového Sadu a Bělehradu.
Hraniční přechod byl slavnostně otevřen v říjnu 2006. Na jeho výstavbu přispěla Evropská unie částkou 10 milionů EUR. Ve své době se jednalo o druhou největší investici z evropských peněz v Srbsku (po Mostu Svobody v Novém Sadě). Přestože byl původně plánován jako značně kapacitní přechod, který odbavení mezi Maďarskem a Srbskem zrychlí na pouhých 20 minut, v dobách letních dovolených a dopravních špiček zde odbavování trvá až několik hodin.
Přechod byl několikrát uzavřen v roce 2015 v souvislosti s Evropskou migrační krizí. Dne 15. září byl prostor mezi oběma celnicemi, kudy prochází hranice, zatarasen ocelovou zdí a osobní doprava byla odkláněna do nedalekého města Kelebia. Poté byl provoz ještě na krátkou dobu několika hodin obnoven. Nejdelší uzavření přechodu se uskutečnilo mezi 15.–20. zářím 2015.